# Uta Abe
Uta Abe (ur. 14 lipca 2000 w Kobe) – japońska judoczka, mistrzyni olimpijska z Tokio.

## Życiorys
Urodziła się 14 lipca 2000 w Kobe.
W latach 2018, 2019, 2022 i 2023 zdobyła tytuł mistrza świata.
W 2021 roku wzięła udział w Letnich Igrzyskach Olimpijskich 2020, gdzie wystartowała w kategorii do 52 kg. W drugiej rundzie pokonała 10:00 reprezentantkę Brazylii Larissę Pimentę, później w ćwierćfinale zwyciężyła 01:00 Chelsie Giles z Wielkiej Brytanii, w półfinale wygrała 01:00 z Odette Giuffridą z Włoch, a w finale pokonała Francuzkę Amandine Buchard 10:00. Tego samego dnia złoty medal zdobył jej brat Hifumi Abe. Uta Abe wystartowała też w rywalizacji drużyn mieszanych w judo, gdzie wraz z reprezentacją Japonii zdobyła srebrny medal.
W 2024 roku ponownie wzięła udział w Letnich Igrzyskach Olimpijskich, gdzie w kategorii do 52 kg w pierwszej rundzie pokonała Kelly Deguchi z Kanady, a w drugiej rundzie uległa Diyorze Keldiyorovej z Uzbekistanu.